# Кюльхірі (Красноармійський район)
Кюльхі́рі (рос. Кюльхири, чув. Кӳлхĕрри) — присілок у складі Красноармійського району Чувашії, Росія. Входить до складу Караєвського сільського поселення.
Населення — 171 особа (2010; 206 у 2002).
Національний склад:
- чуваші — 100 %